# Nihel Cheikh Rouhou
Nihel Cheikh Rouhou (arabisch نهال شيخ روحو, DMG Nihāl Šaiḫ Rūḥū; * 5. Januar 1987 in Sfax) ist eine tunesische Judoka. Sie gewann bis 2021 vier Titel bei Afrikaspielen und 18 Titel bei Afrikameisterschaften.

## Sportliche Karriere
Die 1,64 m große Nihel Cheikh Rouhou kämpft im Schwergewicht oder in der offenen Klasse. Von 2007 bis 2011 gewann sie fünf tunesische Meistertitel im Schwergewicht.
2005 gewann Cheikh Rouhou in Tunis die U20-Afrikameisterschaften. Bei den Afrikaspielen 2007 in Algier siegte sie in der offenen Klasse und erhielt Bronze im Schwergewicht. Bei den Weltmeisterschaften 2007 in Rio de Janeiro belegte sie den siebten Platz im Schwergewicht. Im Mai 2008 siegte sie bei den Afrikameisterschaften 2008 in Agadir sowohl im Schwergewicht als auch in der offenen Klasse. Bei den Olympischen Spielen 2008 in Peking gewann sie ihren ersten Kampf im Schwergewicht gegen Carmen Chalá aus Ecuador, in ihrem zweiten Kampf schied sie gegen die Südkoreanerin Kim Na-young aus. Ende 2008 siegte Nihel Cheikh Rouhou bei den Polizei-Weltmeisterschaften sowohl im Schwergewicht als auch in der offenen Klasse.
2009 siegte Cheikh Rouhou bei den Afrikameisterschaften 2009 auf Mauritius in beiden Gewichtsklassen. Beim Grand-Slam-Turnier in Moskau erreichte sie das Finale und unterlag dann der Japanerin Maki Tsukada. Bei den Mittelmeerspielen in Pescara erkämpfte sie eine Bronzemedaille. Dagegen unterlag sie bei den Weltmeisterschaften 2009 in Rotterdam bereits in ihrem Auftaktkampf der Kubanerin Idalys Ortíz. Anfang 2010 erreichte Cheikh Rouhou das Finale beim Grand-Slam-Turnier in Paris und unterlag dann der Russin Jelena Iwaschtschenko. Bei den Afrikameisterschaften 2010 in Yaoundé gewann sie wieder beide Gewichtsklassen. Im September 2010 schied sie bei den Weltmeisterschaften in Tokio in ihrem zweiten Kampf gegen die Mongolin Dordschgotowyn Tserenchand aus.
2011 gewann Nihel Cheikh Rouhou bei den Afrikameisterschaften in Dakar zum vierten Mal in Folge beide Titel. Nachdem sie im August bei den Weltmeisterschaften in Paris in ihrem zweiten Kampf gegen die Chinesin Tong Wen ausgeschieden war, gewann sie im September bei den Afrikaspielen 2011 in Maputo den Titel im Schwergewicht mit einem Finalsieg über die Algerierin Sonia Asselah. Ende 2011 trafen Cheikh Rouhou und Asselah bei den Spielen der arabischen Länder im Schwergewichts-Finale aufeinander und die Tunesierin gewann. Asselah gewann die Offene Klasse, in der Cheikh Rouhou Bronze gewann. Bei den Afrikameisterschaften 2012 in Agadir erhielt Cheikh Rouhou zwei Silbermedaillen, im Schwergewicht hinter Sonia Asselah und in der offenen Klasse hinter der Marokkanerin Rania El Kilali. Bei den Olympischen Spielen 2012 in London unterlag Cheikh Rouhou in ihrem ersten Kampf der Brasilianerin Maria Suelen Altheman.
2013 gewann Nihel Cheikh Rouhou bei den Afrikameisterschaften in Maputo wieder beide Titel. Zwei Monate später erreichte sie bei den Mittelmeerspielen in Mersin das Schwergewichts-Finale und unterlag der Slowenin Lucija Polavder. Beim Grand-Slam-Turnier in Baku verlor Cheikh Rouhou 2014 im Finale gegen die Südkoreanerin Kim Min-jung. Bei den Afrikameisterschaften 2014 in Port Louis erreichte sie zweimal das Finale gegen Sonia Asselah, im Schwergewicht siegte Cheikh Rouhou und in der offenen Klasse Asselah. Bei den Weltmeisterschaften in Tscheljabinsk belegte sie den siebten Platz.
Bei den Afrikameisterschaften 2015 in Libreville gewann Nihel Cheikh Rouhou beide Titel. Nachdem sie bei den Weltmeisterschaften in Astana im Achtelfinale gegen die Mexikanerin Vanessa Martina Zambotti ausgeschieden war, gewann sie zwei Wochen später bei den Afrikaspielen 2015 in Brazzaville den Titel im Schwergewicht mit einem Finalsieg gegen Sonia Asselah. 2016 fanden die Afrikameisterschaften in Tunis statt, Cheikh Rouhou siegte im Schwergewicht und erhielt in der offenen Klasse Bronze nach einer Halbfinalniederlage gegen Vanessa Mballa aus Kamerun. Im Juli erreichte sie das Finale beim Grand-Slam-Turnier in Tjumen, sie unterlag der Japanerin Nami Inamori. Bei den Olympischen Spielen in Rio de Janeiro besiegte sie die Bosnierin Larisa Cerić. Nach Niederlagen gegen die Französin Émilie Andéol und gegen die Türkin Kayra Sayit belegte sie den siebten Platz.
2017 trat Nihel Cheikh Rouhou international kaum an. Im November 2017 kämpfte sie bei den Weltmeisterschaften in der offenen Klasse. Sie unterlag im Viertelfinale der Kubanerin Idalys Ortíz, mit Siegen über die Französin Anne M’Bairo und die Niederländerin Tessie Savelkouls erkämpfte sich die Tunesierin eine Bronzemedaille. 2018 belegte sie den dritten Platz beim Grand-Prix-Turnier in Tunis und den zweiten Platz beim Grand-Slam-Turnier in Düsseldorf. Im April fanden die Afrikameisterschaften 2018 in Tunis statt und Cheikh Rouhou gewann beide Titel. Bei den Mittelmeerspielen 2018 in Tarragona unterlag sie im Finale der Türkin Kayra Sayit. Bei den Weltmeisterschaften 2018 in Baku schied sie frühzeitig gegen die Weißrussin Maryna Sluzkaja aus. Bei den Afrikameisterschaften 2019 in Kapstadt wurde kein Wettbewerb in der offenen Klasse ausgetragen, im Schwergewicht gewann Cheikh Rouhou das Finale gegen Vanessa Mballa. Cheikh Rouhou und Mballa trafen auch im Finale der Afrikaspiele 2019 aufeinander und auch hier siegte die Tunesierin. Bei den Weltmeisterschaften 2019 in Tokio schied sie im Achtelfinale gegen İrina Kindzerskaya aus Aserbaidschan aus. 2021 siegte sie im Finale der Afrikameisterschaften gegen Sonia Asselah. Bei den Weltmeisterschaften in Budapest unterlag sie im Viertelfinale der Brasilianerin Beatriz Souza und belegte am Ende den siebten Platz. Anderthalb Monate später schied sie bei den Olympischen Spielen in Tokio im Achtelfinale gegen die Chinesin Xu Shiyan aus. Im Finale der Mittelmeerspiele 2022 verlor Nihel Cheikh Rouhou wie vier Jahre zuvor gegen die Türkin Kayra Sayit.
Nihel Cheikh Rouhou trainierte während ihrer Karriere hauptsächlich beim tunesischen Nationaltrainer Anis Lounifi.